# 北美鼩鼴屬
北美鼩鼴屬（北美鼩鼴），哺乳綱鼴科的一屬，而與北美鼩鼴屬（北美鼩鼴）同科的動物尚有毛尾鼴屬（毛尾鼴）、白尾鼴屬（白尾鼴）、島鼴屬（島鼴）、缺齒鼴屬（缺齒鼴）等之數種哺乳動物。